# عصر فخار ممن
عصر فخار ممن (민무늬토기 시대 | 無文土器時代) هو أحد الفترات الأثرية في شبه جزيرة كوريا. يمتد في فترة العصر البرونزي من عام 1500 قبل الميلاد إلى 300 قبل الميلاد. سمي بهذا الاسم نتيجة لحضارة الفخار المنتشرة في هذه الفترة.

## ملخص
يبدو أنه بدأ في الوقت نفسه الذي بدأ فيه انتشار الزراعة على نطاق واسع في المجتمع، وانتهى مع بدء تشكل ممالك كوريا الثلاث البدائية. كما أنه يتداخل مع فترة يايوي في اليابان، حيث كانت هذه الفترة الأصل للزراعة المكثفة والمجتمعات المعقدة في كل من شبه جزيرة كوريا والأرخبيل الياباني. حيث ظهرت هذه الفخاريات بشكل مبكر في كوريا بشكل عام وفي الأجزاء الشمالية من كيوشو.
كان يشار إلى هذا العصر باسم العصر البرونزي في السابق، ولكن تم اكتشاف برونز يعود إلى القرن الثامن قبل الميلاد، ولأن العصر البرونزي هو حقبة عالمية تم إعطاؤها اسماً آخر.
تميزت هذه الفترة بظهور القبور الضخمة المسماة الدولمين، وظهور مقابر سوكغواك ومقابر دوك.

## الأحقاب الزمنية
بدأ الانتقال من عصر فخار ممن إلى عصر فخار جلمن. حيث بدأ الانتقال في الفترة من 1800 قبل الميلاد إلى 1500 قبل الميلاد، وامتد في الأنحاء من حوض نهر لياو وكوريا الشمالية عبر الدولمين، حيث ظهرت مناطق سكنية كثيرة والعديد من الفخاريات، حيث تم الاعتقاد أنها منبع حضارة الفخار.

### الفترة المبكرة
الفترة المبكرة (أو التشكلية) تمتد من 1500 قبل الميلاد إلى 850 قبل الميلاد. تميزت هذه الفترة بصيد السمك، والصيد، والزراعة. استمر استعمال الحجارة في الزراعة. تميزت بقرى تحتوي على أكواخ مستطيلة كبيرة. السلم الاجتماعي لمجتمعات ممن المبكرة كانت متساوية في الطبيعة، ولكن الجزء الأخير من هذه الفترة تميزت بدخول التنافس داخل المستطونات وربما ظهور قيادي لبعض الوقت لزعيم ما. كما تميزت بالمنازل الكثيرة في المستوطنة الواحدة وعيش العديد من الأجيال مع بعض لمدة طويلة.
في هذه الفترة ظهرت مقابر دولمين وبدأت شعائر الدفن والفخاريات الحمراء، كما انتشرت الأديان في هذه الفترة، وبدأت سمات المقابر بالظهور.

### الفترة الوسطى
الفترة الوسطى (تمتد من 850 إلى 500 قبل الميلاد) تتميز بالزراعة المكثفة، كما يتضح من بقايا الحقول الجافة الواسعة والكبيرة (32,500 متر مربع) بالقرب من دايبيونغ، وهي مستوطنة مترامية الأطراف مع العديد من الخنادق والمرفقات، ومئات المنازل في الحفر والصناعات الخاصة، وأدلة على وجود تنافس اجتماعي بين النخبة. تم التنقيب عن آثار لعدد من الحقول الرطبة في كوريا الجنوبية، تشير إلى ممارسة زراعة الأرز في الحقول.
المدافن تعود إلى الجزء الأخير من الفترة الوسطى (700 إلى 550 قبل الميلاد) والتي يعتبر عدد قليل منها ذات مركز رفيع والتي تقدم العديد من الأشياء مثل التحف البرونزية. يظن أن إنتاج البرونز بدأ في الجزء الجنوبي من كوريا في وقت قريب من هذا. المدافن الأخرى ذات المركز الرفيع تحتوي على الحجارة الخضراء (أو اليشب) المزخرف. العديد من المدافن المغليثية والتي تحتوي على مدافن محورية عميقة، جوهرية ’الأرصفة‘ من الحصى المدورة، والتحف المهيبة مثل الخناجر البرونزية، واليشب، والأوعية الحمراء المصقولة، تم بناؤها بالقرب من الساحل الجنوبي في وقت متأخر من فترة ممن الوسطى. المدافن المغليثية ذات المركز الرفيع والمباني الكبيرة العالية في دوكتشونري (덕천리) ومواقع إغمدونغ في مقاطة غيونغسانغ الجنوبية تعطي العديد من الأدلة على النمو في الفوارق الاجتماعية والأنظمة السياسية الحاكمة والتي نظمت في طرق تظهر شبيهة بالزعامات البسيطة.
أشار علماء الآثار الكوريون أحياناً إلى عصر فخار ممن باسم (松菊里 文化 | 송국리 문화) أو كحضارة سونغكري. تم العثور على القطع الآثرية وجمع الملامح التي ساهمت في إنشاء حضارة سونغكري في العديد من المواقع الاستيطانية في منطقتي هوسو وهونام في جنوب كوريا، ولكن تم العثور على مستوطنات حضارة سونغكري أيضاً في يونغنام الغربية. كما أسفرت الحفريات عن اكتشاف مستوطنات سونغكري في منطقتي ألسان وغمهاي. في 2005 كشف علماء الآثار عن منازل الحفر من حضارة سونغكري في موقع عميق في الداخل من مقاطعة غانغوون. أعلى توسع جغرافي لحضارة سونغكري يظهر أنه جزيرة جيجو واليابان الغربية.
حضارة ممن هي بداية التقليد الأطول لزراعة الأرز في كوريا والتي ما زالت تربط حضارة ممن بيومنا الحالي، ولكن الأدلة من عصر ممن المبكر والأوسط تشير إلى أن الأرز رغم زراعته إلا أنه لم يكن المحصول المهيمن. في هذا العصر أخذ الناس بزراعة الدخن، والشعير، والقمح، والبقوليات، كما استمروا بالاصطياد وصيد السمك.

### الفترة المتأخرة
يتميز ممن الأخير (550 - 300 قبل الميلاد) بزيادة الصراعات، والمستوطنات المحصنة على التلال، وتركز السكان في المناطق الساحلية الجنوبية. تم العثور على أراض مستعملة من ممن الأخير في مستوطنة نامسان، والتي تقع على تل بارتفاع 100 متر فوق مستوى سطح البحر في مدينة تشانغوون الحديثة، بمقاطعة غيونغسانغ نام. تم العثور على مخلفات صدفية بالقرب من نامسان، تشير إلى أنه وبالإضافة للزراعة فإن الأصداف كانت تستغل كجزء من نظام الحياة في ممن الأخير في بعض المناطق. تم تحديد منازل الحفر في نامسان داخل خندق دائري بعمق 4.2 متر وعرض 10 متر. لماذا اعتبر وجود خندق دائري بهذا الحجم ضرورياً؟ الإجابة الوحيدة المحتملة هي الصراعات البيجماعية. اقترح علماء الآثار أن ممن الأخير كان فترة صراعات بين مجموعات الناس.
أصبح عدد المستطونات في ممن الأخير أقل مما كان عليه في الفترة السابقة. وهذا يشير إلى أن التجمعات السكنية بدأت بالتنظيم وأن المستوطنات أخذت تتركز في مستوطنات أكبر وأقل عدداً. يوجد العديد من الأسباب التي قد تؤدي لحدوث هذا. أشارت بعض المؤشرات إلى أن زيادة الصراعات أو تغير المناخ أدت إلى تلف المحاصيل.
وبالأخص، وفقاً للتسلسل الزمني ليايوي التقليدي، فإن مستوطنات مشابهة لممن الأخير ظهرت في كيوشو الشمالية (اليابان) خلال عصر ممن الأخير. عصر ممن انتهى عندما بدأ ظهور الحديد في السجلات الأثرية جنباً إلى جنب مع المنازل الحفرية التي امتلكت مواقد وأفران مركبة مماثلة فترة تاريخية (بالهانغول: 아궁이 | آغنغي).
اقترح بعض العلماء أن عصر فخار ممن يجب تمديده إلى 0 قبل الميلاد بسبب وجود الأدوات غير المزخرفة والتي اشتهرت ما بين 400 قبل الميلاد و0 قبل الميلاد والتي سميت جومتوداي (점토대). ومع ذلك، فإن البرونز أصبح مهماً جداً في الحياة الاحتفالية وعند النخبة ابتداء من 300 قبل الميلاد. بالإضافة إلى ذلك، تم العثور بنحو متزايد على أدوات حديدية في جنوب كوريا قبل 300 قبل الميلاد، هذه العوامر تميز بوضوح الزمن بين 300 قبل الميلاد - 0 قبل الميلاد من المقياس الحضاري، والتقني، والاجتماعي والذي كان ظاهراً في عصر فخار ممن. الكمية غير المتساوية بين الحديد والبرونز في النصب عند القبور بعد 300 قبل الميلاد تفصل بين عصر فخار ممن والفترة الأخيرة. وبالتالي فإن عصر ممن الحضاري التقني قد انتهى حوالي 300 قبل الميلاد.

### الفترة الأخيرة
في نهاية هذه الفترة الفخارية ظهرت الأدوات الحديدية، لكن شكل الفخار وأصله استمر بالتكاثر حتى بعد الحروب التي وقعت فيما بعد. استمر ظهور الحديد من 300 قبل الميلاد وأخذت في الانتشار، وأخذ بالانتشار بشكل أساسي في الجزء الجنوبي من شبه جزيرة كوريا. كما ظهرت العديد من التغيرات في التقنيات المستخدمة، والأوضاع الاجتماعية، والاهتمامات حسب ما يناسب الوضع في هذه الفترة.

## المواقع التاريخية
- أطلال جيتشون هوانغسوكري - في مقاطعة تشنغتشونغ الشمالية في مدينة جيتشون، في بلدة تشونغبنغ في قرية هوانغسك.
- أطلال بيو سونغكري (الموقع التاريخي رقم 249) - في مقاطعة تشنغتشونغ الجنوبية في محافظة بيو في تشوتشونميون في سونغكري.
- أطلال ألجو غومدانري (الموقع التاريخي رقم 33) - في مقاطعة غيونغسانغ الجنوبية في محافظة ألجو في أنغتشونميون في غومدانري.
- أطلال يوسو جوغريانغدونغ - في مقاطعة جولا الجنوبية في مدينة يوسو في جوكريانغدونغ.
- أطلال سوكتشو جويانغدونغ (الموقع التاريخي رقم 376) - في مقاطعة غانغوون في مدينة سوكتشو في جويانغدونغ.
- أطلال ألسان بانغداي (الكنز الوطني رقم 285) - في محافظة ألسان في مدينة ألسان في أونيانغميون في دايغوكري.
- أطلال غوريونغ يانغجونغدونغ (الكنز رقم 605) - في مقاطعة غيونغسانغ الشمالية في محافظة غوريونغ في غايجنميون.
- أطلال جنج دايبيونغ - في مقاطعة غيونغسانغ الجنوبية في مدينة جنج في دايبيونغميون في دايبيونغري.

## وصلات خارجية
- متحف عصر جنج البرونزي نسخة محفوظة 9 نوفمبر 2009 على موقع واي باك مشين..